# Oberlungwitz
Oberlungwitz är en stad i Landkreis Zwickau i förbundslandet Sachsen i Tyskland. Staden har cirka 5 800 invånare.